# Jeffrey King

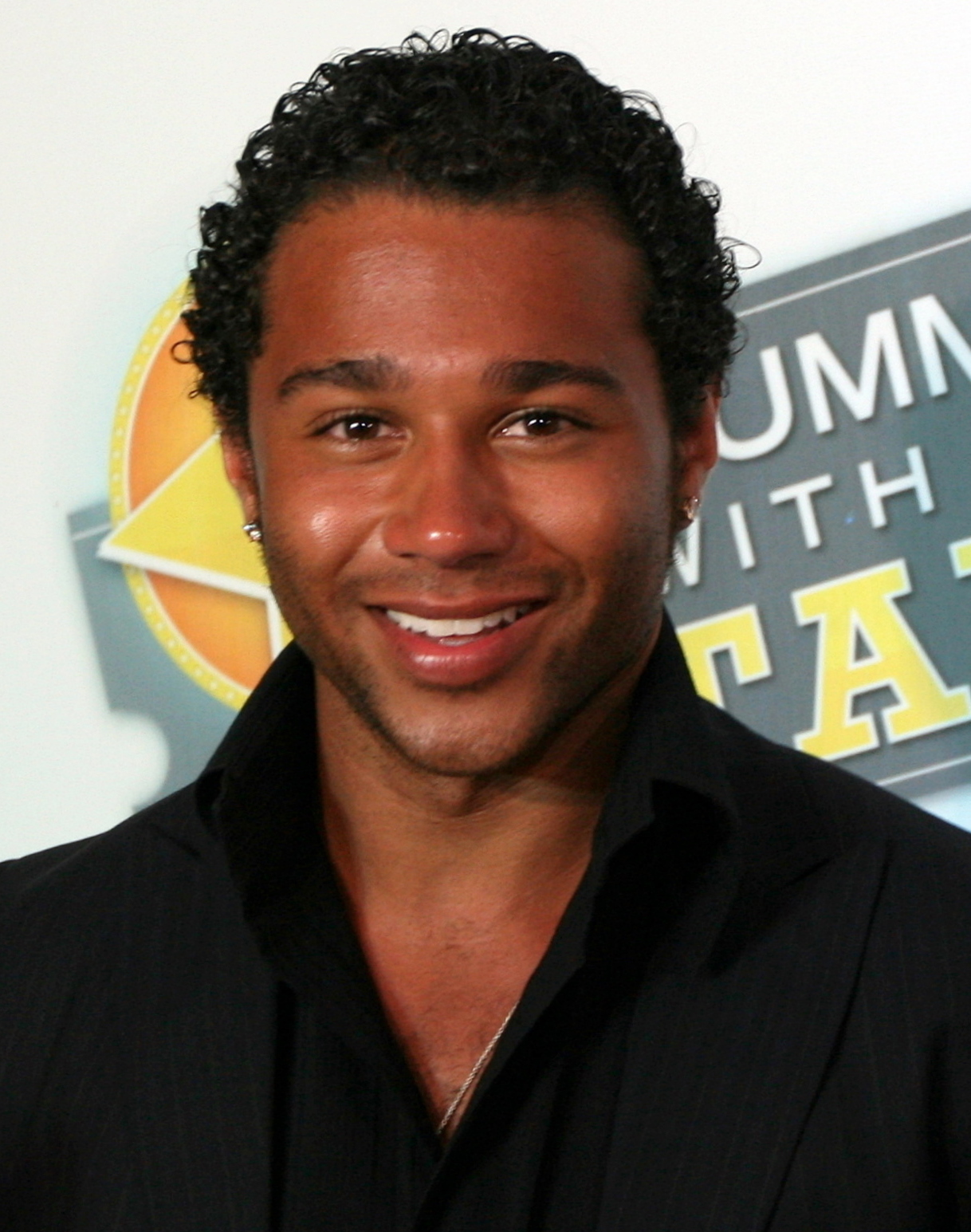
Jeffrey King

Jeffrey King, es un personaje ficticio de la serie de televisión estadounidense One Life to Live, interpretado por el actor estadounidense Corbin Bleu del 29 de abril de 2013.

## Antecedentes
En enero de 2013, jefe de guionistas Thom Racina publicó fotos en Facebook con él y co-head writer Susie Bedsow Horgan lluvia de ideas sobre una lista de nombres de los personajes. El carácter de nueva creación de Jeffrey era en la parte inferior de la lista. Un nuevo carácter de la marca que figure entre los personajes de la vida habitual llevó a la especulación de que el nombre era el código para un personaje ya establecido
. Varios otros personajes surgieron en los scripts de audición, como "Sam" y "Mick Wilder", que llevó a la especulación de que los tres eran del mismo carácter.
El 14 de marzo de 2013, Prospect Park envió un comunicado de prensa anunciando que el ex estrella de Disney, Corbin Bleu, conocido por su papel de Chad Danforth en la franquicia musical de Disney, High School Musical fue echado en el papel de Jeffrey Rey. Bleu tarde tomó a Facebook para expresar su entusiasmo por unirse a la serie en su próxima vida. Bleu dijo a Us Weekly que los productores llamaron y le ofrecieron el papel. el actor reveló en una entrevista con el resumen de la telenovela que el productor ejecutivo, Jennifer Pepperman se acercó a él personalmente. Bleu hizo su primera aparición en la serie premier el 29 de abril de 2013.

## Biografía
Jeffrey aparece por primera vez como periodista freelance para The Banner con la esperanza de conseguir un puesto de personal de Viki Señor (Erika Slezak) a raíz de su artículo acerca de un escándalo con el senador menor, Dorian Señor (Robin Strasser). Jeffrey también reúne un pasado con Matthew Buchanan (Robert Gorrie) y Danielle Manning (Kelley Misal) cuando asistían a un internado en Londres. Deseoso de ayudar a saltar comienzo periódico no de Viki, Jeffrey la convence para ejecutar otro artículo que incrimina más Dorian. Mientras tanto, Mateo y Jeffrey se mueven sólo en su propio apartamento. Jeffrey pierde el dormitorio extra, ya su oficina cuando Dani repente se mueve pulg. Cuando Viki revela que el presupuesto es demasiado ajustado para Jeffrey se convierta en un miembro permanente del personal, decide continuar con el trabajo independiente dando The Banner primera opción para sus futuros artículos. Jeffrey se interesa en el destino Evans (Laura Harrier), la madre del hijo de Mateo, para gran consternación de Mateo. Mientras tanto, Jeffrey le da la noticia a Viki que una de sus inversiones pueden haber costado todo. Más tarde, Jeffrey Mateo fuerzas para hacer frente a la misteriosa Michelle McCall (Amber Skye Noyes), la chica que ha estado charlando con en internet después de que ella le pone de pie. Sin embargo, Jeffrey está en contra de la relación cuando los dos comienzan a salir. Mientras tanto, cuando el ex fiancné Clint de Vicki (Jerry verDorn) se va de borrachera, Jeffrey convence Viki para funcionar la historia con el fin de mantener el control de la misma. Entonces se revela que la conducta de Clint se debe a Jeffrey le drogar en nombre de Carl Peterson, y una rama rebelde de la CIA.